# 제러미 래슬스
로버트 제러미 휴 래슬스(영어: Robert Jeremy Hugh Lascelles, 1955년 2월 14일 ~ )는 영국의 음악 산업 임원이자 가끔 음악가이다. 그는 찰스 3세의 사촌이다.